# Herman Derk Louwes
Herman Derk Louwes (Vierhuizen, 15 augustus 1893 – Zuidhorn, 8 oktober 1960) was een Nederlands bestuurder en politicus voor de Liberale Staatspartij, Partij van de Vrijheid en Volkspartij voor Vrijheid en Democratie.  

## Levensloop
Herman Louwes werd geboren als een zoon van Hendrik Jan Louwes en Wiepke Tonkes. Louwes studeerde aan de Openbare ULO-school, Middelbare Rijkslandbouwwinterschool en de HBS te Groningen. Hij begon zijn carrière als medewerker in het landbouwbedrijf van zijn vader. Van 1927 tot 1933 was hij lid van de gemeenteraad van Ulrum en van 9 mei 1933 tot 8 juni 1937 was hij lid van de Tweede Kamer der Staten-Generaal. Van 1937 tot 1949 functioneerde hij als plaatsvervangend voorzitter van het Openbaar lichaam "De Wieringermeer". Van 7 maart 1950 tot 8 oktober 1960 was hij lid van de Eerste Kamer der Staten-Generaal. 

## Persoonlijk
Op 7 mei 1920 te Wehe-den Hoorn trouwde Louwes met Klaziena Sietje Spiets en samen hadden ze drie zoons, waaronder de politicus Hendrik Jan Louwes. Zijn broer Stephanus Louwe Louwes (1889-1953) was directeur-generaal van de voedselvoorziening tijdens de oorlog. Herman Derk Louwes was een neef van Sicco Mansholt en een achterneef van Geuchien Zijlma.

## Partijpolitieke functie
- Lid van de partijbestuur van de LSP, van 1938 tot 1940

## Ridderorde
- Commandeur in de Orde van Oranje-Nassau, 18 mei 1954